# Codice Rustici
(Marci Rustici)

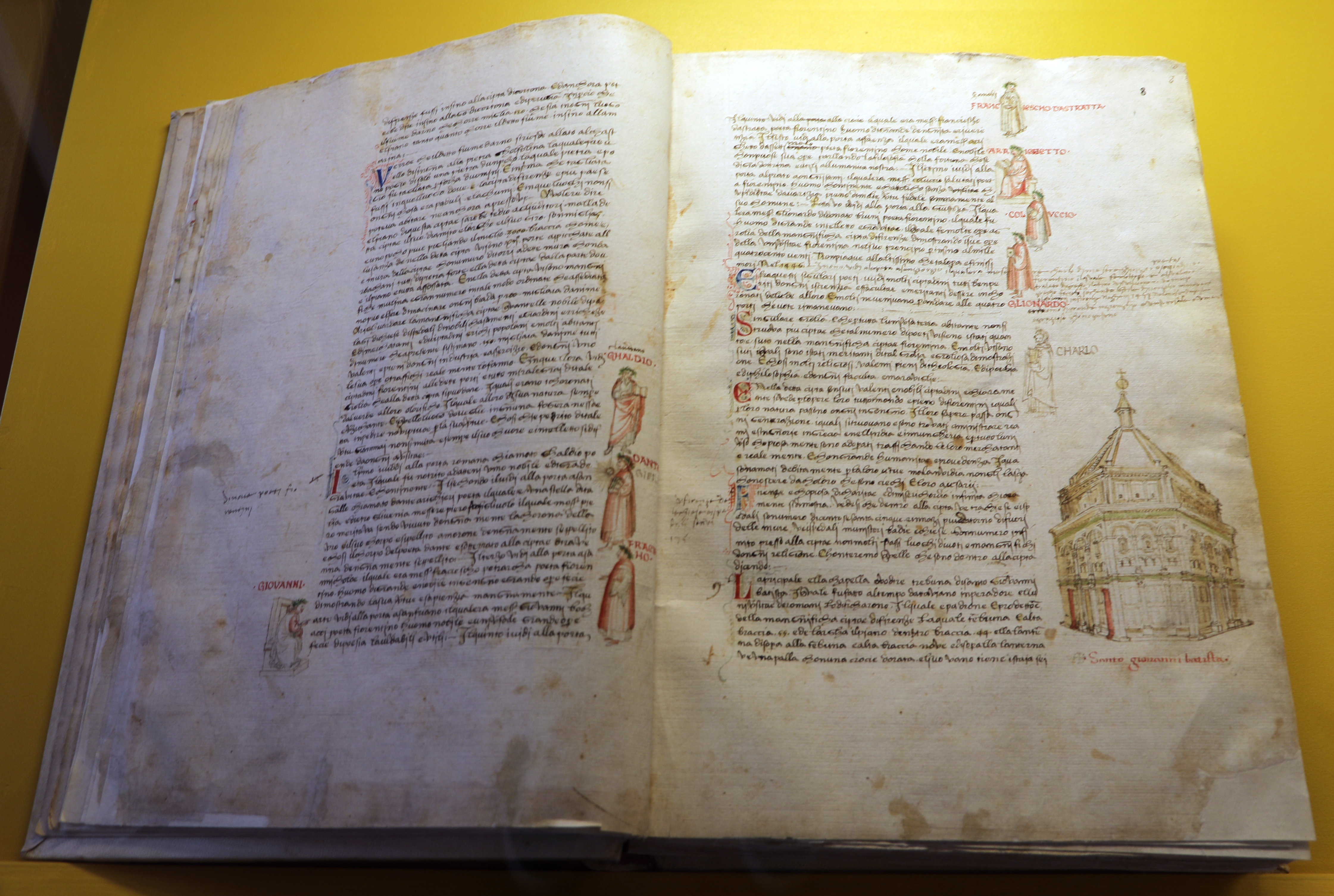
Codice Rustici

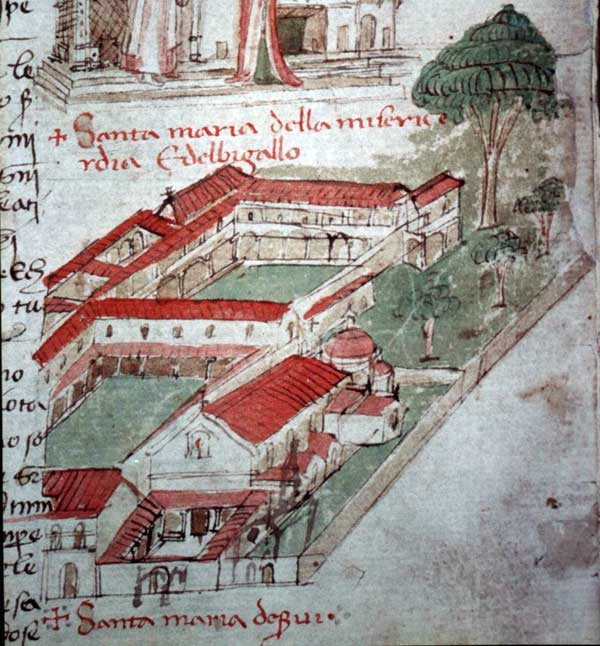
Santa Maria de' Servi e del Bigallo (basilica della Santissima Annunziata), illustrazione del Codice Rustici

Il Codice Rustici è un manoscritto antico acquerellato a colori nelle prime trenta carte, che prende il titolo dall'autore, l'orafo fiorentino Marco di Bartolomeo Rustici, ed è un resoconto di un ipotetico viaggio in Terrasanta, a cui è anteposta una descrizione della Firenze contemporanea con un ricco corredo di illustrazioni, a margine del testo, molto preziose per conoscere l'aspetto nella prima metà del XV secolo di edifici e chiese fiorentine poi trasformate o distrutte. Il titolo completo del manoscritto è Dimostrazione dell'andata o viaggio al Santo Sepolcro. Il volume ha una rilegatura in pergamena e il piatto anteriore e posteriore misura cm. 41,8 x 28,6. È conservato presso la Biblioteca del Seminario Arcivescovile Maggiore di Firenze, dove fu portato dal rettore monsignor Antonio dell'Ogna nel 1812.

## Storia e descrizione
Diverse sono le ipotesi di datazione del Codice e del viaggio in Terrasanta dell'autore. Gli anni proposti da diversi studiosi sono stati il 1425, il 1433, il 1441-1442, dopo il 1444, 1448-1450.
La Dimostrazione si divide in tre parti. Il primo libro è formato da 169 capitoli e 80 carte (1r-80r). Tratta di Firenze e del suo territorio. La descrizione delle chiese, monasteri, ospedali dentro la cerchia delle mura si trova dalle carte 6v e 79r; quelli fuori di Firenze da 79r a 80r.
Il secondo libro consta di 63 capitoli di 82 carte (80v-161v). Parla del viaggio da Firenze al Porto Pisano e a Genova, poi lungo la penisola italiana, le coste della Grecia, nel mar Egeo e a Cipro. Marco Rustici è in compagnia di Maestro Leale dei Servi di Maria della Santissima Annunziata di Firenze e di Antonio di Bartolomeo dei Ridolfi, sempre di Firenze.
Il terzo libro comprende 73 capitoli e 120 carte (161v-281v). Il viaggio in nave del Rustici e dei compagni riprende da Famagosta, costeggia l'Africa fino all'Egitto e al porto di "Tenesi" sul Delta del Nilo. Dal Cairo il Rustici e i compagni proseguono in carovana coi cammelli fino al Monte Sinai e al monastero di Santa Caterina. Dopo una sosta, riprendono il viaggio verso Gerusalemme, Beirut e Damasco, passando per la Samaria e la Galilea. Il ritorno in patria non viene descritto. Il codice si conclude con l'elogio di Firenze "scudo d'Italia" e l'indice.
« Lo scopo del Rustici –  scrive L. Gai – è quello di comporre un'opera devozionale, soprattutto, ma anche un testo dove, sopra il supporto della trama reale del viaggio, s'innestino gli elementi fondamentali della scientia occidentale ... in una dimensione tutta umanistica e fiorentina ».

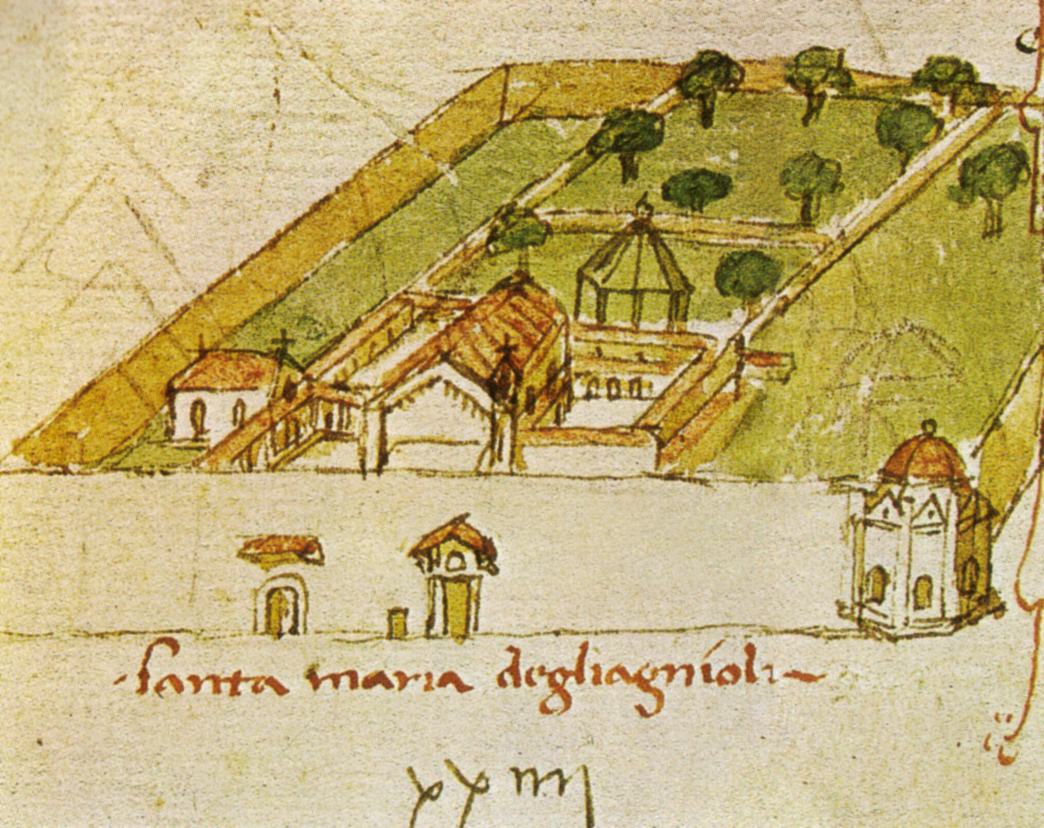
Chiesa di Santa Maria degli Angeli
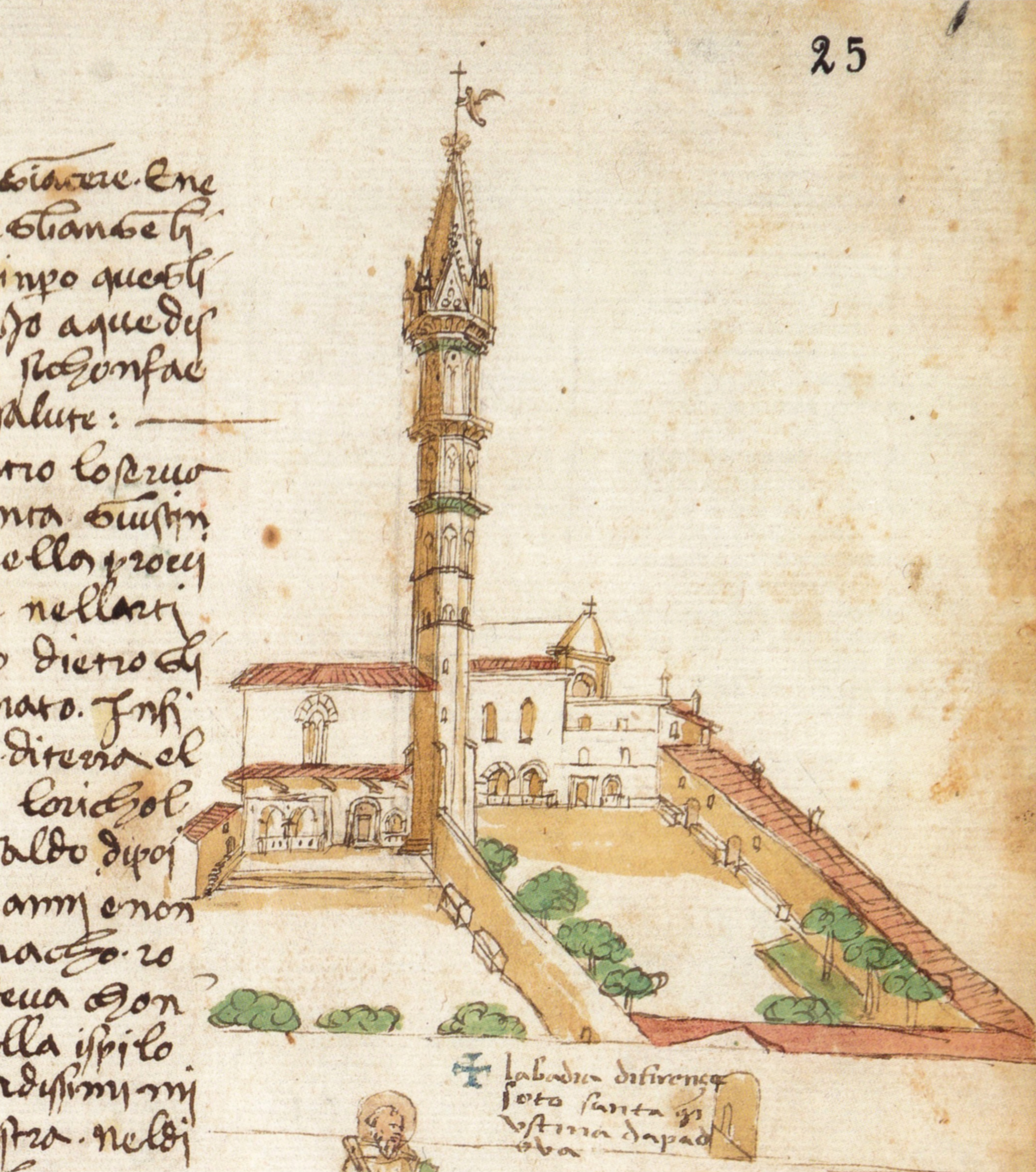
La Badia Fiorentina
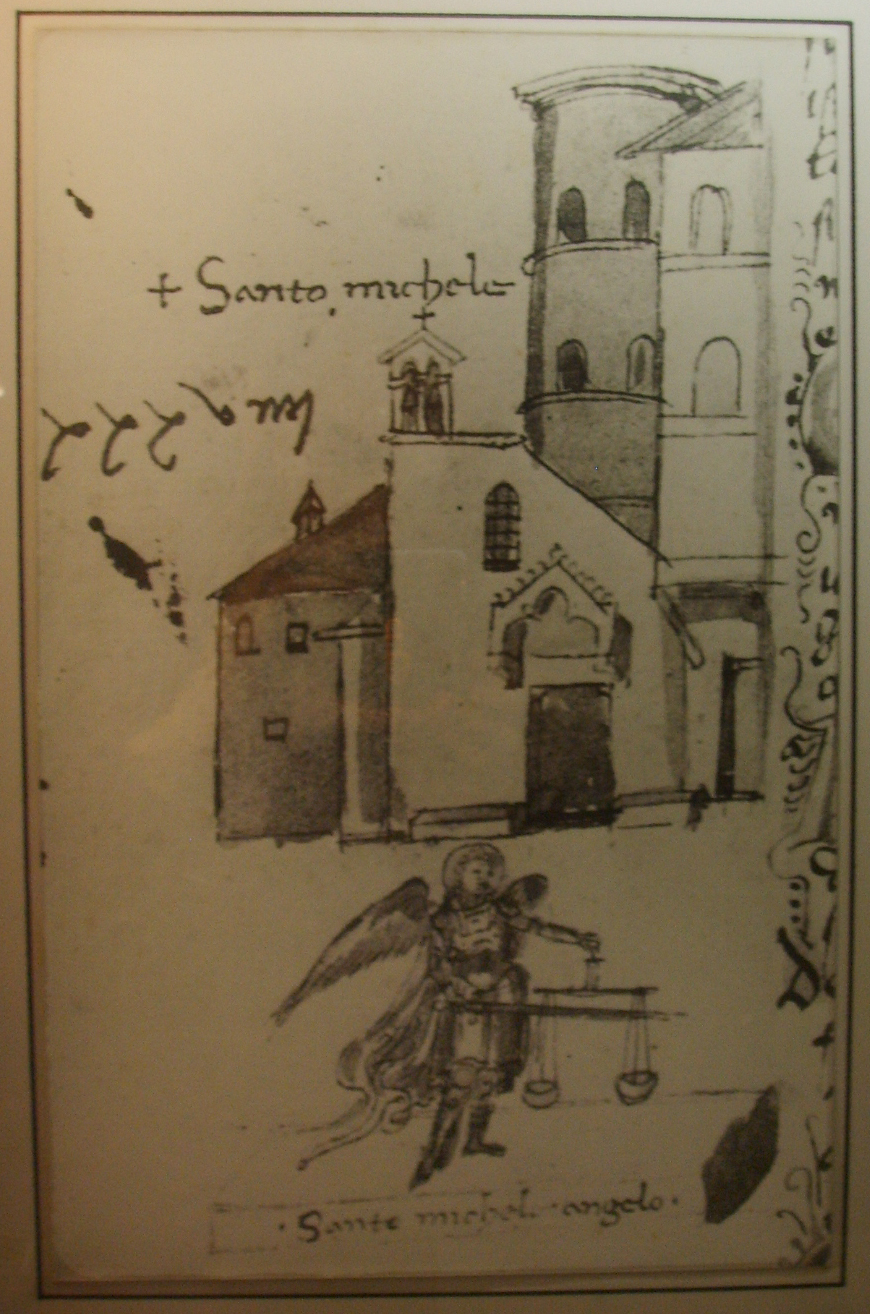
San Michele in Palco